# Antonio Luis Roballos

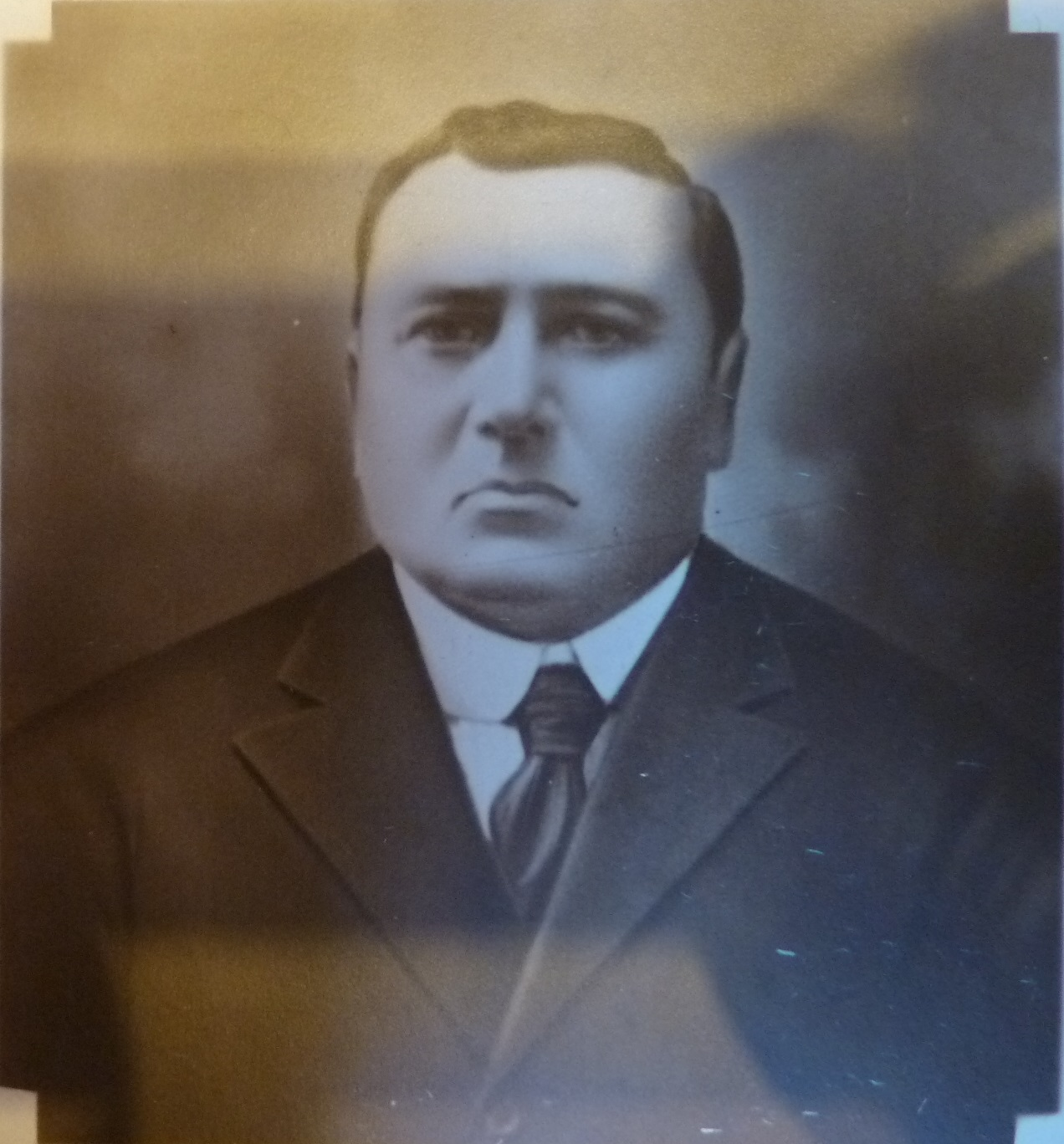
Antonio Luis Roballos

Antonio Luis Roballos (Buenos Aires, 17 de septiembre de 1882 - Buenos Aires, 22 de febrero de 1936) fue un médico clínico, médico sanitarista y tisiólogo argentino, director del Departamento de Salubridad Pública (actual Ministerio de Salud) de la provincia de Entre Ríos, y director de la Colonia Santa María de Tuberculosos (Colonia Nacional de Tuberculosos) en Cosquín, Córdoba.
En su honor se otorgó su nombre a un hospital de la ciudad de Paraná: en decretos del año 1952 -presidencia de Perón-, ya se nombra como tal al Policlínico/Hospital Neuropsiquiátrico "Dr. Antonio L. Roballos", conocido como Hospital Roballos.
Roballos fue un innovador en Salud Pública.  En una época en que era necesario atender a una población que crecía exponencialmente, debido a las grandes olas inmigratorias, él ayudó a organizar los servicios de salud, y fundó diversas instituciones para poder responder en forma eficaz a dicha demanda.
Su prolífica actividad en la ciudad de Paraná incluyó la docencia en distintas especialidades (Enfermería, Partos, Laboratorio ...) y la creación de instituciones para mejorar la Salud Pública de la provincia (Cuerpo Médico Escolar, Cuerpo de Enfermeras).  Participó en la organización de varios congresos médicos, para transmitir los avances en el cuidado del niño y en la lucha contra la tuberculosis.
Escribió más de 50 publicaciones y libros, sobre variados temas de su profesión. 
En 1917 fue premiado con la Láurea de la Academia Nacional de Medicina, en el Concurso de la Independencia, por su trabajo "Diferenciación biológica de las manchas de sangre" (para el tratamiento de la tuberculosis).

## Biografía

### Historia de familia
Antonio Luis Roballos nació en la ciudad de Buenos Aires el 17 de septiembre de 1882, en la casa familiar sita en Bolívar esquina Alsina –a una cuadra del Cabildo–, frente a la Iglesia de San Ignacio.
Antonio recibió su Bautismo el 14 de noviembre en la Iglesia de la Inmaculada Concepción, conocida como "la Redonda” de Belgrano. 
Su padre, Rodolfo Roballos, comerciante, había nacido en la Banda Oriental (hoy Uruguay), y había emigrado de pequeño con su familia a Buenos Aires.  
Su madre, Astermia Eastman, era bisnieta de Thomas Eastman, quien fuera el capitán de la fragata George Canning que trajo a José de San Martín al Río de la Plata en 1812.
Antonio era el menor de cinco hermanos, y quedó huérfano de nacimiento: su madre falleció debido a una infección puerperal, con 24 años de edad. Su hermano mayor tenía casi 7 años.  Desde pequeño, Antonio vivió con la familia de su tía Guillerma Roballos.  Su prima, Sara Máxima Bonorino, se casaría con Martín Yrigoyen, hermano del futuro presidente Hipólito Yrigoyen.

### Estudios académicos y matrimonio
Su primer trabajo, a los 19 años, lo vio desempeñarse en el Hospital Francés (en Buenos Aires), primero como “médico practicante”; luego pasó a ser Jefe interno en el mismo hospital.
Antonio se laureó como médico a los 23 años de edad, en 1906, en la Facultad de Ciencias Médicas de la UBA-Universidad de Buenos Aires.
Ese mismo año, en mayo de 1906, celebró sus esponsales con Sara Albariño, oriunda de la ciudad de Paraná.  El matrimonio se celebró en la Iglesia de San Miguel Arcángel, en Paraná: Antonio trasladó su residencia a dicha ciudad, donde formó su familia. 
De esta unión nacieron seis hijos: Sara, Antonio (fallecido a los 14 meses), Antonio Luis (h), Juan María, Rodolfo y Ricardo. 
Antonio Roballos desarrolló su prolífica actividad durante 16 años en la ciudad de Paraná, los siguientes 6 años en el valle de Punilla, en Córdoba; y los últimos 8 años en la ciudad de Buenos Aires.

### Actividad profesional – Gestión pública – Dieciséis años en Paraná
Su vida profesional estuvo signada por la actuación en el ámbito público, en los lugares donde le tocó agregar su contribución para el fortalecimiento de la Salud Pública.  De hecho, siempre apuntó a institucionalizar –mediante organismos públicos– la prevención, la educación y el control de las actividades relacionadas con la Sanidad Pública.
Apenas establecido en Paraná, en los primeros años fundó y fue director de los siguientes organismos: la “Asistencia Pública” de la ciudad (1907), la “Escuela de Enfermeros” de la ciudad, y el “Cuerpo Médico Escolar” de la provincia.
Hacia 1911 fue director del “Laboratorio Bacteriológico” de la provincia, y en 1912 del “Laboratorio de Análisis Clínicos” del Hospital San Martín de Paraná –del cual fue médico fundador–.
En 1918 fue director general del "Departamento de Salubridad Pública" –equivalente al actual ministro de Salud de la provincia–. En el mismo año fue director del Hospital San Martín de Paraná.
En 1921 fundó y fue el primer presidente del Comité Paraná de la Cruz Roja Argentina.

### Destino familiar: el valle de Punilla – Seis años en Córdoba
En junio de 1921 partía de este mundo Rodolfo (44 años), hermano mayor de Antonio, quien se desempeñaba como secretario personal del entonces presidente Hipólito Yrigoyen. El propio presidente lo recordó dando su nombre a la localidad ubicada en un paso fronterizo de la provincia de Santa Cruz: “Paso Rodolfo Roballos”, al sur de “Los Antiguos”.
En esos años la tuberculosis se había vuelto una epidemia, y a los enfermos de Buenos Aires los enviaban al valle de Punilla, para que ‘respiraran aire puro’: en Córdoba estaban los dos hospitales nacionales de tuberculosos, en los cuales se estudiaba cómo hacer frente a esta enfermedad, pues los enfermos morían sin remedio, y no se había podido encontrar una cura para este mal.  
En estas circunstancias, el presidente Marcelo T. de Alvear solicitó su colaboración al Dr. Roballos, y la familia completa se trasladó al valle de Punilla en 1922, donde Antonio –con 40 años– se desempeñó como director del Sanatorio Nacional de Tuberculosos conocido como “Colonia Santa María”.  Durante los siguientes seis años la familia vivió en la residencia del director de la Colonia.
Fue aquí donde desarrolló el tratamiento con sanocrycina –aurotiosulfato de sodio– mediante estudios epidemiológicos con estas ‘sales de oro’. Durante su investigación, invitó al eminente médico francés Èmile Sergent, quien se estableció durante tres meses en la Colonia Santa María, para desarrollar esta posible cura para la enfermedad. 
En septiembre de 1925 falleció en Paraná su hermano Alberto, a los 37 años –casado con Margarita Albariño y con una hija pequeña–.

### Sus últimos ocho años en Buenos Aires
En 1928, Antonio se trasladó con toda la familia a Buenos Aires. 
En esa época se creó el Dispensario Público Nacional Antituberculoso, y -dados su conocimiento y experiencia- Antonio fue su primer Director, primero en el barrio de Belgrano, y cuatro años después en La Boca (zona del Riachuelo).
Hacia 1934, Antonio ya no pudo mantener el ritmo de sus obligaciones: sufría de un severo cuadro de miocarditis. Durante todo el año 1935 estuvo postrado, y se le concedió una licencia anual con medio haber mensual.  Al año siguiente ya no contó con ese ingreso, del cual dependía toda la familia, pues en su estado ni siquiera podía atender pacientes en forma privada … su esposa Sara fue desprendiéndose de cuantos bienes y ahorros tenía, para sostener a la familia.
Antonio partió de este mundo a los 53 años, en febrero de 1936.  Sus hijos tenían entre 13 y 28 años.  Su viuda Sara y sus cinco hijos contaron con la invalorable ayuda y apoyo de Pedro Radío y Ramón Albariño, quienes los ayudaron a insertarse en el mundo laboral.

### Pertenencia a Sociedades y Clubes
Desde el inicio de su profesión, Antonio formó parte de diversas asociaciones.
Fue socio fundador y primer presidente del Club del Progreso de Paraná, el 2 de abril de 1911 (hace poco cumplió sus 100 años). También fue socio fundador del Club Social de Paraná.
Entre otras, formó parte de la Sociedad Filantrópica de Paraná (la cual presidió en 1912), la Sociedad Científica Argentina, la Sociedad Nacional de Biología, y la Asociación Médica Argentina 

### Labor académica y docente
Antonio también se dedicó a la labor docente: en 1911 era profesor de Anatomía y Fisiología, y en 1914 de Higiene y Puericultura, en la Escuela de Obstetricia de la provincia.
En 1931 daba clases en la Cátedra de Enfermedades Infecciosas en la facultad donde había estudiado, en Buenos Aires.
Asimismo, participó de varios Congresos –como delegado de Paraná o de la provincia de Entre Ríos–, en varios casos como parte del comité organizador.  Podemos citar los siguientes:
- Congreso Internacional de Medicina e Higiene (1910)
- Congreso Nacional del Niño (1913)
- 1.er y 2.º Congreso Nacional de Medicina (comité organizador en 1915;  y 1920)
- 1.er Congreso Americano del Niño (comité organizador en 1915)
- Congreso Americano de Ciencias Sociales -en Medicina e Higiene Sociales- (1916)
- 1.ª, 2.ª y 3.ª Conferencia Nacional de Profilaxis Antituberculosa (1917, 1919, y 1920)
- 1.er y 2.º Congreso Panamericano de Tuberculosis (Córdoba, comité organizador 1926-27;  y Río de Janeiro, 1929)
- Conferencia de Profesores de Higiene (Córdoba, 1927)
- 4.º Congreso Nacional de Medicina, comité organizador, vocal de la Sección 'Tisiología y Enfermedades Infecciosas' (1931)
- Relator en la AMA (Asociación Médica Argentina) sobre “Quimioterapia de la tuberculosis pulmonar” (1931)
Además, escribió cincuenta y seis libros y publicaciones, principalmente sobre su investigación sobre la Tuberculosis, y sobre muchos otros temas relacionados con la Sanidad y la Higiene Públicas: Ginecología, Higiene, Epidemiología, Mortalidad Infantil, Anatomía y Fisiología, Medicina Legal y Asistencia Social.
En 1917, la Academia Nacional de Medicina le otorgó una Láurea en Ciencias Biológicas con mención honorífica, por su trabajo sobre 'La diferenciación biológica de las manchas de sangre' (Concurso del Centenario de la Independencia).

## A modo de conclusión
Antonio Roballos desarrolló su actividad en diversos ámbitos a lo largo de su vida, y tuvo activa participación tanto en la gestión pública y en la vida social, como en la labor académica y docente, y también en la difusión de conocimientos a través de sus publicaciones y ponencias en congresos.
Su objetivo fue siempre la innovación y el mejoramiento de la Salud Pública.
A los 23 años, recién laureado como médico, se casó y estableció su residencia en la ciudad de Paraná, donde durante 16 años ejerció la profesión, dedicándose al mejoramiento de la Salud Pública.  
Fue médico fundador y director del Hospital San Martín, y director general del Departamento de Salubridad -equivalente al actual ministro de Salud- de la provincia.
A los 40 años se trasladó a Córdoba, para hacerse cargo de la “Colonia Santa María”.  Y a los 46 años lo encontramos en Buenos Aires, como Director de uno de los Dispensarios Públicos Antituberculosos.
En la ciudad de Paraná fue conocido y respetado por sus pares, tanto dentro de la profesión como en la función pública y en la sociedad de la que formó parte.  En su vida fue una constante su preocupación por construir un futuro más sano para su posteridad.  
Antonio Luis falleció con medio siglo de vida, en 1936 –a los 53 años–, en la ciudad de Buenos Aires.  
Antonio Roballos propuso una visión nueva para problemas antiguos, y con su empuje unido al de quienes pensaban lo mismo, cambió la visión de la Salud Pública, y nacieron las instituciones que orientarían de allí en más su tratamiento.
Quizás sea por esto, y por su entrega y dedicación, que cuando se eligió el nombre para el entonces Policlínico Neuropsiquiátrico de Paraná, hace más de 60 años, se lo denominó 'Dr. Antonio L. Roballos' (Hospital Roballos).  Ya en 1952 tenía este nombre –durante la presidencia de Perón –, y lo mantuvo cuando se lo trasladó a su actual ubicación en la zona de ‘El Brete’, en 1963.

## Actos y nombramientos en su memoria
El Dr. Antonio Roballos ha sido recordado de diversos modos:
- Imposición de su nombre al policlínico de Hasenkamp - 1950
- Imposición de su nombre a la Clínica Médica del Servicio Médico-Social-Escolar - 1950
- Imposición de su nombre al Policlínico/Hospital Neuropsiquiátrico "Dr. Antonio L. Roballos": ya en 1952 tiene ese nombre en los decretos provinciales.
- 75.º aniversario del Comité Paraná de la Cruz Roja Argentina – 1986 – con la presencia de familiares.
- 100.º aniversario del Club El Progreso de Paraná – 2011[1]
- Imposición de su nombre a una calle del Barrio Lomas del Golf de Paraná (al norte del Golf Club) – 2014

## Trabajos y ponencias
Algunas de sus publicaciones y ponencias en congresos:
- "Contribución al Estudio Higiénico de la Ciudad de Paraná."  Congreso de Medicina e Higiene del Centenario (1910)
- "La escarlatina en la Ciudad de Paraná. Epidemia de 1909 a 1910."  Congreso de Medicina e Higiene del Centenario (1910)
- "La Asistencia Pública de Paraná."  Exposición de Higiene de 1910.  Trabajo Premiado.
- "La Mortalidad Infantil en Entre Ríos."  Congreso del Niño (1913)
- "La Mortalidad de la Primera Infancia en Entre Ríos."  Primer Congreso Nacional de Medicina (1916)
- "Apuntes de Anatomía y Fisiología." - Adaptados al programa del Primer Año de la Escuela de Obstetricia
- "Apuntes de Higiene y Puericultura." - Adaptados al programa del Segundo Año de la Escuela de Obstetricia